# Oskar Nattermann
Oskar Nattermann (* 30. April 1905 in Pasing; † 14. März 1968) war ein deutscher Jurist, Landrat und Regierungsdirektor.

## Leben und Wirken
Nach dem Besuch der Oberrealschule in Rosenheim studierte Nattermann von 1925 bis 1926 Maschinenbau an der Technischen Hochschule München und im Anschluss bis 1930 Rechtswissenschaften an den Universitäten München, Berlin und Würzburg. Danach befand er sich bis 1933 im Vorbereitungsdienst und legte am 7. April 1933 die juristische große Staatsprüfung ab.
Am 10. Dezember 1931 war Nattermann der SA und zum 1. Januar 1932 der NSDAP beigetreten (Mitgliedsnummer 865.206). Aufgrund seiner Verdienste um die Partei erhielt er bei der Staatsprüfung Gutpunkte.
Am 16. Oktober 1933 wurde er zum Regierungsassessor bei der Regierung von Niederbayern und der Oberpfalz und am 1. Dezember 1934 zum Regierungsrat befördert. Am 15. März 1938 wurde er zunächst kommissarisch zum Bezirksamtsvorstand des Bezirksamtes Markt Oberdorf und zum 1. Januar 1939 als Landrat des nunmehr in Landkreis umbenannten Bezirksamtes Markt Oberdorf ernannt. Diese Funktion übte er bis zum 15. September 1940 und seinem Wechsel zur Regierung von Ober- und Mittelfranken aus. Ab 1. April 1941 war Nattermann erneut als Landrat bei gleichzeitiger Abordnung an die Regierung von Ober- und Mittelfranken tätig. Sein Einsatz als Landrat erfolgte im Landkreis Naila. Ende 1942 wurde er zur deutschen Wehrmacht einberufen. Mitte November 1942 holte man ihn jedoch in die Heimat zurück, da er neben seiner Landratsfunktion in Naila gleichzeitig die Geschäfte des Landrats im Landkreis Marktheidenfeld miterledigen musste. Bereits Ende Februar 1943 wurde er erneut zur Wehrmacht einberufen. 1945 geriet er in sowjetische Kriegsgefangenschaft. Im Januar 1948 wurde er aus dem Staatsdienst entlassen. Im Spruchkammerverfahren wurde er aufgrund seiner Heimkehr als Kriegsgefangener als entlastet eingestuft, sein Antrag auf Wiedereinstellung in das Staatsministerium des Innern wurde im Januar 1949 zunächst abgelehnt. 
1952 wurde Nattermann Regierungsrat beim Landratsamt Scheinfeld, 1955 Oberregierungsrat in Kempten (Allgäu). Er wechselte 1959 an die Regierung von Niederbayern, wo 1962 seine Ernennung zum Regierungsdirektor erfolgte. Kurz vor Vollendung seines 63. Lebensjahres starb er 1968.